# Galina Zybina
Galina Ivanovna Zybina (en russe : Галина Ивановна Зыбина), née le 22 janvier 1931 à Léningrad et morte le 10 août 2024, est une athlète soviétique spécialiste du lancer de javelot et du poids. Elle remporte trois médailles olympiques et établit huit records du monde consécutifs au lancer du poids entre 1952 et 1956.

## Palmarès

### Jeux olympiques d'été
- Jeux olympiques d'été de 1952 à Helsinki ( Finlande)
  -  Médaille d'or au lancer du poids
  - 4e au lancer du javelot
- Jeux olympiques d'été de 1956 à Melbourne ( Australie)
  -  Médaille d'argent au lancer du poids
- Jeux olympiques d'été de 1964 à Tokyo ( Japon)
  -  Médaille de bronze au lancer du poids

### Championnats d'Europe d'athlétisme
- Championnats d'Europe d'athlétisme de 1950 à Bruxelles ( Belgique)
  - 4e au lancer du poids
  -  Médaille de bronze au lancer du javelot
- Championnats d'Europe d'athlétisme de 1954 à Berne ( Suisse)
  -  Médaille d'or au lancer du poids
  -  Médaille de bronze au lancer du javelot